# Ніверол афганський
Ніверол афганський (Pyrgilauda theresae) — вид горобцеподібних птахів родини горобцевих (Passeridae).

## Назва
Вид описав у 1937 році британський орнітолог Річард Майнерцгаґен під час експедиції з індійським натуралістом Салімом Алі. Автор назвав вид на честь своєї кузини Терези Клей, супутниці по експедиції та фахівчині з пташиних вошей.

## Поширення
Ендемік Афганістану. Трапляється лише в деяких північних частинах гір Гіндукуш, де він зустрічається на висотах 2575–3000 м над рівнем моря. Населяє кам'янисті гірські схили, плато і відкриті схили у перевалах.

## Опис
Дрібний птах, завдовжки 13,5–15 см, вага — 23–35 грам. Самець сіро-коричневий з білим кольором на крилах і чорними лицьовою маскою та двосторонньою плямою на горлі. Самиця коричневого кольору, зі слабкою, сірою лицьовою маскою і невеликими білими плямами на крилах. На плечах є короткі темні смуги, а на пір'ї хвоста — біла субтермінальна смужка, крім центральної пари.